# Il Sole 24 Ore
Il Sole 24 Ore – włoski dziennik ekonomiczny o nakładzie 390 tys. egzemplarzy.